# NGC 3941
NGC 3941 este o galaxie seyfert de tip 2⁠(d) situată în constelația Ursa Mare. A fost descoperită în 19 martie 1787 de către William Herschel. Se află la o distanță de 12,42 megaparseci de Pământ.